# Comuna Conțești, Dâmbovița
Conțești este o comună în județul Dâmbovița, Muntenia, România, formată din satele Bălteni, Boteni, Călugăreni, Conțești (reședința), Crângași, Gămănești, Heleșteu și Mereni.

## Demografie
Componența etnică a comunei Conțești
     Români (73,6%)
     Romi (19,29%)
     Alte etnii (0,09%)
     Necunoscută (7,02%)
Componența confesională a comunei Conțești
     Ortodocși (91,04%)
     Penticostali (1,16%)
     Alte religii (0,6%)
     Necunoscută (7,2%)
Conform recensământului efectuat în 2021, populația comunei Conțești se ridică la 4.489 de locuitori, în scădere față de recensământul anterior din 2011, când fuseseră înregistrați 5.123 de locuitori. Majoritatea locuitorilor sunt români (73,6%), cu o minoritate de romi (19,29%), iar pentru 7,02% nu se cunoaște apartenența etnică. Din punct de vedere confesional, majoritatea locuitorilor sunt ortodocși (91,04%), cu o minoritate de penticostali (1,16%), iar pentru 7,2% nu se cunoaște apartenența confesională.

## Politică și administrație
Comuna Conțești este administrată de un primar și un consiliu local compus din 13 consilieri. Primarul, Marian Nicolae Alexandru[*], de la Partidul Social Democrat, este în funcție din 2008. Începând cu alegerile locale din 2024, consiliul local are următoarea componență pe partide politice:
|  | Partid                          | Consilieri | Componența Consiliului | Componența Consiliului | Componența Consiliului | Componența Consiliului | Componența Consiliului | Componența Consiliului | Componența Consiliului | Componența Consiliului | Componența Consiliului | Componența Consiliului |
|  | ------------------------------- | ---------- | ---------------------- | ---------------------- | ---------------------- | ---------------------- | ---------------------- | ---------------------- | ---------------------- | ---------------------- | ---------------------- | ---------------------- |
|  | Partidul Social Democrat        | 10         |                        |                        |                        |                        |                        |                        |                        |                        |                        |                        |
|  | Alianța pentru Unirea Românilor | 2          |                        |                        |                        |                        |                        |                        |                        |                        |                        |                        |
|  | Partidul Național Liberal       | 1          |                        |                        |                        |                        |                        |                        |                        |                        |                        |                        |

## Istorie
La sfârșitul secolului al XIX-lea, comuna Conțești făcea parte din plasa Ialomița a județului Dâmbovița și era formată din satele Conțeștii de Jos, Călugăreni și Heleșteu, având în total 1092 de locuitori. În comună funcționau trei biserici și o școală mixtă ce fusese înființată în 1858 și în care învățau 30–50 de elevi. În acea perioadă, pe teritoriul actual al comunei, mai funcționa și comuna Bălteni, aflată în aceeași plasă și formată din satele Bălteni, Călugăreni și Stănești, cu 844 de locuitori.
În 1925, Anuarul Socec consemnează comuna ca fiind alcătuită din satele Călugăreni, Conțeștii de Jos și Conțeștii de Sus, cu 1653 de locuitori în plasa Ghergani a aceluiași județ. Comuna Bălteni era în aceeași plasă și cuprindea satele Bălteni, Călugăreni-Mereni, Stănești și Heleșteu (transferat de la comuna Conțești), având o populație de 1580 de locuitori.
În 1950, cele două comune au fost incluse în raionul Titu din regiunea București. În 1968, raioanele și regiunile s-au desființat, iar comunele au revenit la județul Dâmbovița, comuna Bălteni fiind desființată și inclusă în comuna Conțești.